# Квадрантиды
Квадрантиды — метеорный поток c радиантом в созвездии Волопаса (около границы с созвездиями Геркулеса и Дракона). Наблюдается ежегодно в период с 28 декабря по 7 января, он имеет ярко выраженный максимум, приходящийся на 3 и 4 января, во время которого наблюдается от 45 до 200 метеоров в час.

## Наблюдения Квадрантид
Квадрантиды вылетают из созвездия Волопаса, но своё название они берут от неиспользуемого в современной астрономии созвездия Стенного Квадранта. Квадрантиды отличаются большим количеством слабых метеоров и средней скоростью. На большей части северных широт радиант не достигает значительной высоты, а в южном полушарии поток в основном не виден вообще.

### Северное полушарие
В северном полушарии Квадрантиды лучше всего наблюдать примерно с 11 часов вечера по местному солнечному времени до утреннего рассвета, при этом радиант набирает высоту в течение всего указанного периода.

### Южное полушарие
В южном полушарии Квадрантиды не могут считаться хорошим источником метеоров. Хотя их радиант и появляется на короткое время из-за горизонта, это происходит уже после рассвета, поэтому визуальные наблюдения потока невозможны. Максимальная высота радианта в темное время достигается как раз перед началом рассвета и составляет 20° ниже горизонта.
Для комфортного наблюдения Квадрантид необходимо одеться в соответствии с погодой. Радиант Квадрантид, как правило, расположен на северо-востоке, поэтому наблюдателям рекомендуется лечь ногами в направлении между юго-востоком и югом или западом и северо-западом. Необходимо лечь в горизонтальном положении и смотреть прямо вверх.

## Орбита
Фотографическая метеорная орбита была рассчитана на основе орбит 25 метеоров, взятых из работ Фреда Л. Уипла от 1954 года, Ричарда Е. Маккроски и Аннетт Поузен от 1961 г., П. Б. Бабаджанова и Е. Н. Крамера от 1967 г., а также Гейла А. Харвея и Эдварда Ф. Тедеско от 1977 г. Радиоорбита была определена Зденеком Секаниной на основе данных, собранных в ходе Гарвардского радиопроекта 1961—1965 гг.
Скорость метеоров превышает половину своего максимального значения всего около восьми часов (по сравнению с двумя днями для августовских Персеид), что означает, что поток частиц, который производит этот поток, узкий и, по-видимому, исходит в течение последних 500 лет от какого-то орбитального тела. Родительское тело Квадрантид было предварительно идентифицировано в 2003 году Питером Дженнискенсом как малая планета 2003 EH1, которая, в свою очередь, может быть связана с кометой C/1490 Y1, которую наблюдали китайские, японские и корейские астрономы около 500 лет назад.
Орбиты некоторых из этих метеороидов находятся под сильным влиянием механизма Лидова-Козаи, который защищает их от этих близких сближений (Самбаров и др., 2020). Другие выброшенные частицы не находятся под влиянием механизма Лидова-Козаи, что приводит к хаотическим движениям. Причинами этого являются частые сближения с Юпитером вблизи сферы Хилла и их близость к среднему резонансу движения 2:1 с Юпитером, что приводит к частым изменениям большой полуоси.